# Веснянка (Новосибирская область)
Весня́нка — посёлок в Куйбышевском районе Новосибирской области. Административный центр Веснянского сельсовета.

## География
Площадь посёлка — 77 гектаров.

## История
В 1976 году указом Президиума Верховного Совета РСФСР посёлку фермы № 2 совхоза «Комсомольский» присвоено наименование Веснянка.

## Население
| 2002 | 2007 | 2010 |
| ---- | ---- | ---- |
| 275  | ↘265 | ↘188 |

## Инфраструктура
В посёлке по данным на 2007 год функционируют 1 учреждение здравоохранения и 1 учреждение образования.